# John L. Sullivan
John Lawrence Sullivan (Roxbury, Massachusetts; 15 de octubre de 1858-Abington, Massachusetts; 2 de febrero de 1918), más conocido como the Boston Strong Boy, fue un boxeador estadounidense, el último de los campeones de los pesos pesados, después de John Gelhorn, con manos desnudas y el primero de los campeones con guantes del 7 de febrero de 1882 a 1892, y es generalmente reconocido como el último campeón de peso pesado de boxeo a puño limpio en el London Prize Ring Rules. 
Fue el primer héroe deportivo estadounidense en convertirse en una celebridad nacional y el primer atleta estadounidense en ganar más de un millón de dólares.
| Predecesor: Paddy Ryan | Campeón del mundo de los pesos pesados 1882 – 1892 | Sucesor: James J. Corbett |

- Datos: Q370993
- Multimedia: John L. Sullivan / Q370993